# Кейптаун
 Тази статия е за града в Южноафриканската република.  За окръга вижте Кейптаун (градски окръг).  
Кейптаун (на английски: Cape Town; на африкаанс: Kaapstad (Капстат), на кхоса: iKapa; на сото: Motse Kapa) е град в югозападната част на Южноафриканската република, административен център на провинция Западен Кейп и окръг Кейптаун. Населението на града е около 434 000 души (2011), а на агломерацията около него – 3 740 000 души, което го поставя на второ място в страната след Йоханесбург и на десето място в Африка.
Кейптаун е най-южният град в Африка. Като седалище на Парламента на ЮАР, градът е законодателна столица на страната. Той е известен със своето пристанище, с разположението си в характерния Кейпски флористичен регион, както и с популярни забележителности, като планината Тейбъл и нос Кейп Пойнт. Кейптаун, традиционна входна точка за заселниците в Южна Африка, е сред най-мултикултурните градове в света.
Разположен на бреговете на залива Тейбъл, Кейптаун е създаден от Нидерландската източноиндийска компания като пункт за снабдяване с припаси на корабите, пътуващи към Източна Африка, Индия и Далечния изток. Пристигането на Ян ван Рибек на 6 април 1652 г. се смята за датата на основаване на първото постоянно европейско селище в Южна Африка. Кейптаун бързо надхвърля първоначалното си предназначение на европейски преден пост с крепостта Добра надежда, превръщайки се в стопански и културен център на Капската колония, и до Витватерсрандската златна треска в края на XIX век и разрастването на Йоханесбург остава най-големият град в Южна Африка.

## География

### Разположение
Центърът на Кейптаун се намира в северната част на нос Добра надежда, на 33,55° южна дължина (приблизително същата, като на Сидни и Буенос Айрес, и аналогична на Касабланка и Лос Анджелис в Северното полукълбо) и 18,25° източна дължина. Планината Тейбъл, висока 1087 m, се спуска стръмно към района Сити Боул (в превод – „градска паница/купа“). Тя има почти вертикални склонове и плосък връх, откъдето идва името ѝ (в превод „маса“). В двата му края се намират две възвишения – Дяволски връх (Девилс Пийк) и Лъвска глава (Лайънс Хед). Понякога около планината се образува тънък слой облаци, наричан разговорно „покривка на масата“.
Непосредствено на юг от планината Тейбъл полуостров Кейп образува живописен планински гръбнак, навлизащ 40 km на юг в Атлантическия океан и завършващ с нос Кейп Пойнт. В границите на Кейптаун има над 70 върха с височина над 300 m.
Много от предградията се намират в обширна равнина, наречена Кейп Флатс, която продължава 50 km на изток и свързва полуострова с континента. Кейп Флатс е издигаща се морска равнина, основно изградена от пясъци, което показва, че някога планината Тейбъл е била остров. Крайбрежие на Виктория и Алфред е пристанище и туристически квартал.

### Климат
Кейптаун има средиземноморски климат (Csb по Кьопен) с мека и умерено влажна зима и горещо и сухо лято. През зимата (юни-август) големи студени фронтове идват откъм Атлантическия океан и донасят много валежи и силни северозападни ветрове. Зимните месеци са хладни, като средните максимални температури в града са 18,9 °C, а средните минимални са 8,5 °C. Лятото, продължаващо от декември до март, е топло и сухо със средни максимални температури 26 °C и средни минимални температури 16 °C. Районът става неприятно горещ, когато местен вятър духа от полупустинята Кару във вътрешността на континента в продължение на няколко седмици през февруари или началото на март. В края на пролетта и началото на лятото понякога има силни югоизточни ветрове, предизвикани от областта с високо атмосферно налягане в южната част на Атлантическия океан.
По-голямата част от годишния валеж на Кейптаун пада през зимата, но поради планинския релеф на града сумите на валежите в различните райони се различават силно. Долините и равните места по брега получават около 515 mm валежи годишно, докато във високите части всяка година падат над 1500 mm. Предградието Нюландс, в южната част на Кейптаун, е най-влажното място в страната.
Понастоящем Кейптаун изпитва остра криза от недостиг на вода, следствие на сушата, започнала още от 2015 г. – най-голямата суша от 100 години насам. Градските власти смятат, че ограничено водоснабдяване ще може да се осигури до 11 май 2018 г., когато ще бъде спряна по-голямата част от водата в града, а дотогава е въведена дневна норма за потребление от 25 литра вода на човек. Жителите вече са принудени да се редят на опашки, за да се запасят с вода от водоноски.
Температурите на морската вода по крайбрежието са в широк диапазон – от 10 °C на брега на Атлантическия океан до 22 °C в залива Фолс Бей. Средногодишната температура на водата е между 13 °C на атлантическия бряг и 17 °C във Фолс Бей.
| Кейптаун (1961 – 1990)                | Кейптаун (1961 – 1990) | Кейптаун (1961 – 1990) | Кейптаун (1961 – 1990) | Кейптаун (1961 – 1990) | Кейптаун (1961 – 1990) | Кейптаун (1961 – 1990) | Кейптаун (1961 – 1990) | Кейптаун (1961 – 1990) | Кейптаун (1961 – 1990) | Кейптаун (1961 – 1990) | Кейптаун (1961 – 1990) | Кейптаун (1961 – 1990) | Кейптаун (1961 – 1990) |
| Месеци                                | яну.                   | фев.                   | март                   | апр.                   | май                    | юни                    | юли                    | авг.                   | сеп.                   | окт.                   | ное.                   | дек.                   | Годишно                |
| Абсолютни максимални температури (°C) | 39,3                   | 38,3                   | 42,4                   | 38,6                   | 33,5                   | 29,8                   | 29,02                  | 32,0                   | 33,1                   | 37,2                   | 39,9                   | 41,4                   | 42,4                   |
| Средни максимални температури (°C)    | 26,1                   | 26,5                   | 25,4                   | 23,0                   | 20,3                   | 18,1                   | 17,5                   | 17,8                   | 19,2                   | 21,3                   | 23,5                   | 24,9                   | 22,0                   |
| Средни температури (°C)               | 20,4                   | 20,4                   | 19,2                   | 16,9                   | 14,4                   | 12,5                   | 11,9                   | 12,4                   | 13,7                   | 15,6                   | 17,9                   | 19,5                   | 16,2                   |
| Средни минимални температури (°C)     | 15,7                   | 15,6                   | 14,2                   | 11,9                   | 9,4                    | 7,8                    | 7,0                    | 7,5                    | 8,7                    | 10,6                   | 13,2                   | 14,9                   | 11,4                   |
| Абсолютни минимални температури (°C)  | 7,4                    | 6,4                    | 4,6                    | 2,4                    | 0,9                    | −1,2                   | −4,3                   | −0,4                   | 0,2                    | 1,0                    | 3,9                    | 6,2                    | −4,3                   |
| Средни месечни валежи (mm)            | 15                     | 17                     | 20                     | 41                     | 69                     | 93                     | 82                     | 77                     | 40                     | 30                     | 14                     | 17                     | 515                    |
| ------------------------------------- | ---------------------- | ---------------------- | ---------------------- | ---------------------- | ---------------------- | ---------------------- | ---------------------- | ---------------------- | ---------------------- | ---------------------- | ---------------------- | ---------------------- | ---------------------- |
|                                       |                        |                        |                        |                        |                        |                        |                        |                        |                        |                        |                        |                        |                        |

### Флора и фауна
Разположен в гореща точка на биоразнообразието в специфичния Кейпски флористичен регион, Кейптаун има едно от най-високите нива на биоразнообразие за област със сходна площ. Защитените зони в региона са Обект на световното наследство, като броят на растителните видове в планината Тейбъл се оценява на около 2 200. Стотици от тези видове, включително множество представители на род Протея (Protea), са ендемични за планината, а стотици други са застрашени или със силно ограничен ареал. В околностите на града съществуват 19 различни типа растителност, няколко от които ендемични за района. Това голямо многообразие се дължи на разположението на града в контактна точка на няколко различни типа почви и микроклимати.
Растежът на града засяга много от тези редки екосистеми, като в района има над 300 застрашени вида, а 13 вече са изчезнали. Полуостров Кейп, който е изцяло зает от града, е континенталната област с такъв размер с най-високата концентрация на застрашени видове в целия свят. Те са частично защитени чрез система от повече от 30 природни резервата, включително големия Национален парк на планината Тейбъл.

## История
Най-старите следи от обитаване в района на днешния град са от пещера при Висхук и са на възраст между 12 и 15 хиляди години. За първите жители на областта се знае малко, тъй като тя се появява в писмени източници едва след посещението на португалския мореплавател Бартоломеу Диаш през 1486 г. Вашку да Гама също посещава нос Добра надежда през 1497 г., а през 1503 г. Антониу ди Салданя описва планината Тейбъл. От края на XVI век португалски, френски, датски, нидерландски и английски кораби редовно спират в залива Тейбъл по пътя си към Индийския океан. Тук те разменят тютюн, мед и желязо за прясно месо от местните койкой.
През 1652 г. група на Нидерландската източноиндийска компания по ръководството на Ян ван Рибек е изпратена в района, за да създаде междинна спирка за корабите, пътуващи към Нидерландска Индия, и изгражда укрепление, заменено през 1666 г. от съществуващата и днес крепост Добра надежда. Първоначално селището се развива бавно заради недостига на работна ръка. Това предизвиква вноса на роби от Индонезия и Мадагаскар, които стават поставят началото на общността на капските цветнокожи. След създаването на колонията в областта са пренесени множество полезни растения, които трайно изменят местната природна среда. Някои от тях, като лозите, житните култури, фъстъците, картофите, ябълките и цитрусите, оказват силно влияние върху развитието на местното общество и стопанство.
След като след Френската революция французите поставят под свой контрол Нидерландия, британците се опитват да завземат нейните отвъдморски владения. През 1795 г. те завладяват Капщат след битката при Майзенберг. По условията на мирния договор от 1803 г. селището е върнато на нидерландците, но скоро конфликтът отново се разгаря, и през 1806 г., след битката при Блауберг, британците повторно завземат града и по мирния договор от 1814 г. целият регион става част от Британската империя. Кейптаун става център на британската Капска колония, чиято територия през следващите десетилетия се разширява значително към вътрешността на континента.
От 1836 г. бурите, потомци на добританските колонисти, започват да се изселват към вътрешността на Южна Африка. През 1834 г. е премахнато робството, а през 1840 г. Кейптаун става град. По това време половината население са бели. С разрастването на колонията се засилват и настроенията в полза на самоуправление, като през 1854 г. тя получава собствен парламент, а през 1872 г. – и отговорен пред него министър-председател. Изборното законодателство от този период предвижда имуществен ценз и права само за мъжете, но не и расова или етническа дискриминация.
Откриването на находища на диаманти в Грикуаленд Уест през 1867 г. и Витватерсрандската златна треска през 1886 г. предизвикват голям приток на имигранти към вътрешността на Южна Африка. Кейптаун е сред базите на Великобритания в Бурските войни, предизвикани от конфликта между британската колониална администрация и бурите от вътрешността. През 1910 г. Капската колония става част от Южноафриканския съюз, включващ още двете разгромени бурски републики и британската колония Натал, а Кейптаун става седалище на парламента на Съюза, а след това и на Южноафриканската република.
След изборната победа на Националната партия през 1948 г. политиката на расова сегрегация, известна като апартейд, отнема почти всички граждански права на чернокожите в страната. Самият Кейптаун е разделен на зони за заселване на всяка от расовите групи, като десетки хиляди са изселени от домовете си и голям брой жилища са разрушени, както в известния случай с Район Шест. В системата на апартейд провинция Кейп е зона с приоритетно заселване на цветнокожи за сметка на негрите.
Кейптаун е и един от центровете на движението срещу апартейда. През 1976 г. ученически демонстрации в знак на солидарност с бунтовете в Соуето са разпръснати от полицията, а няколко училища са опожарени. На 10 km от града е разположен остров Робен, използван през този период като затвор за политически затворници, сред които е и Нелсън Мандела. Непосредствено след своето освобождаване на 11 февруари 1990 г., той произнася реч от балкона на сградата на Кейптаунската община, която се превръща в символ на края на апартейда и началото на демократизацията на Южноафриканската република.
Обществените и политически промени в Южноафриканската република през 90-те години са свързани с нарастване на престъпността в Кейптаун, но и с бързо икономическо развитие, включително в областта на туризма. С коефициент на Джини 0,67 градът има най-малко социално неравенство в страната.

## Население
Съгласно Националното преброяване на населението на Южна Африка от 2011 г., населението на столичната агломерация на Кейптаун – териториите, включващи предградията, възлиза на 3 740 026 души. Това представлява годишен прираст от 2,6% в сравнение с резултатите от предходното преброяване през 2001 г., когато населението е било 2 892 243 души. Из теза жители, които са питани за родния им език, 35,7% са говорили на африканс, 29,8% са говорили на кхоса и 28,4% са говорили на английски. 24,8% от населението е на възраст под 15 години, а 5,5% е над 65 години и повече. Съотношението на половете е 96, което означава, че жените са малко повече от мъжете. 
Расов състав (2001)
- 48,13 % – цветнокожи
- 31,00 % – черни
- 18,75 % – бели
- 1,43 % – азиатци

## Икономика
Икономическото развитие на Кейптаун се опира наред с туризма основно на текстилната промишленост и информационните технологии. Освен това важни отрасли са рекламата, транспорта и търговията. От Кейптаун се експортират селскостопански продукти, предимно плодове, вино и цветя. Експортира се и желязна руда.

## Инфраструктура

### Транспорт
Международното летище на Кейптаун е второто по пътникопоток в Южна Африка. То обслужва линии по повечето направления в страната, както и някои международни линии.
В града функционират няколко пристанища и пристани, най-големият от които е пристанище Кейптаун, разположено в Тейбъл Бей. То е второто по големина в страната след това на Дърбан. През 2008 г. през пристанище Кейптаун са преминали 330 000 тона неконтейнерни товари. През 2006 г. контейнерните терминали са обслужили 782 878 TEU.
Освен това за вътрешни и междуградски съобщения функционира развита мрежа от железни и автомобилни пътища. От града водят началото си 3 федерални автомагистрали, има развита автобусна и таксиметрова система.

## Култура
- Аквариум на двата океана – най-големият аквариум в Южното полукълбо
- Ботаническа градина „Кирстенбош“ – площ от 528 ха, една от седемте най-големи в света
- Замък Добра надежда – най-старата сграда в ЮАР, завършена през 1679 г.
- Южноафриканска национална галерия – един от най-големите музеи в страната.

- Планината Тейбъл
- Крайбрежието на Виктория и Алфред
- Аквариумът на двата океана
- Ботаническата градина „Кирстенбош“
- Замъкът Добра надежда
- Южноафриканската национална галерия

## Известни личности
Родени в Кейптаун
- Доротея Блик (1873 – 1948), антроположка
- Ким Ингълбрет (р. 1980), актриса
- Джон Максуел Кутси (р. 1940), писател
- Алън Скофийлд (р. 1932), писател и журналист
- Томас Шектър (р. 1980), автомобилен състезател

Други личности, свързани с Кейптаун
- Доротея Блик (1873 – 1948), антроположка
- Нелсън Мандела (1918 – 2013), политик, затворник в града през 1982 – 1990 г.
- Вилем де Ситер (1872 – 1934), нидерландски астроном, работи в града през 1897 – 1899 г.